# Eller Beck
Der Eller Beck ist ein Fluss in Cumbria, England. Der Ellerbeck entsteht zwischen Bothel im Westen und Torpenhow im Osten. Der Fluss fließt in einer generell westlichen Richtung, bis er sich nördlich von Bothel mit dem Bothel Beck zum Gill Gooden vereinigt.